# Ortalis araucuan
Il ciacialaca brasiliano (Ortalis araucuan) Spix, 1825 è un uccello galliforme della famiglia dei Cracidi.